# Ривертон (Канзас)
Ривертон (англ. Riverton) — переписна місцевість (CDP) в США, в окрузі Черокі штату Канзас. Населення — 771 особа (2020).

## Географія
Ривертон розташований за координатами 37°4′24″ пн. ш. 94°42′26″ зх. д. / 37.07333° пн. ш. 94.70722° зх. д. (37.073222, -94.707160).  За даними Бюро перепису населення США в 2010 році переписна місцевість мала площу 5,95 км², з яких 5,81 км² — суходіл та 0,14 км² — водойми.

## Демографія
Згідно з переписом 2010 року, у переписній місцевості мешкало 929 осіб у 354 домогосподарствах у складі 261 родини. Густота населення становила 156 осіб/км².  Було 381 помешкання (64/км²).
Расовий склад населення:
| - 89,5 % — білих - 3,9 % — корінних американців - 0,2 % — чорних або афроамериканців - 0,1 % — азіатів |

До двох чи більше рас належало 6,0 %. Частка іспаномовних становила 1,2 % від усіх жителів.
За віковим діапазоном населення розподілялося таким чином: 26,9 % — особи молодші 18 років, 58,7 % — особи у віці 18—64 років, 14,4 % — особи у віці 65 років та старші. Медіана віку мешканця становила 38,1 року. На 100 осіб жіночої статі у переписній місцевості припадало 100,2 чоловіків;  на 100 жінок у віці від 18 років та старших — 98,5 чоловіків також старших 18 років.
Середній дохід на одне домашнє господарство  становив 51 015 доларів США (медіана — 39 831), а середній дохід на одну сім'ю — 58 771 долар (медіана — 49 438). За межею бідності перебувало 3,3 % осіб, у тому числі 0,0 % дітей у віці до 18 років та 5,8 % осіб у віці 65 років та старших.
Цивільне працевлаштоване населення становило 411 осіб. Основні галузі зайнятості: освіта, охорона здоров'я та соціальна допомога — 35,0 %, виробництво — 15,1 %, транспорт — 10,0 %, фінанси, страхування та нерухомість — 9,0 %.